# Водрей-Доріон
Водрей-Доріон (фр. Vaudreuil-Dorion) — місто у провінції Квебек (Канада), у адміністративному регіоні Монтережі. Місто народилося 16 березня 1994, внаслідок об'єднання міст Водрей і Доріон.
Розташоване за 30 кілометрів на захід від Монреалю, на березі озера Де-Монтань.